# Saint-Philibert-de-la-Pelouse
Saint-Philibert-de-la-Pelouse est une ancienne commune française d'Indre-et-Loire, réunie le 31 décembre 1817 à celle de Gizeux.
La paroisse faisait partie de l'Anjou et dépendait de la sénéchaussée angevine de Baugé.
Aujourd'hui, cette ancienne commune est située dans la Touraine angevine.

## Démographie
| 1793 | 1800 | 1806 | 1817 |
| ---- | ---- | ---- | ---- |
| 147  | 145  | 118  | -    |